# Аэробатическая группа ВВС Израиля
Аэробатическая группа Военно-воздушных сил Израиля ведет своё существование с 1973 года. Летает на четырех пилотажных самолётах Raytheon T-6 Texan II. До лета 2010 года команда выступала на модернизированном концерном Israel Aerospace Industries варианте штурмовика Magister, именовавшимся Tzukit («Цукит» рус.(«Дрозд»).
Пилотажная группа как правило выступает на церемонии вручения дипломов выпускникам академии ВВС, а также в день независимости Израиля. Эскадрилья совместно с академией ВВС базируется на авиабазе Хацерим.
Бывший Командующий Военно-воздушными силами Израиля Идо Нехуштан был членом авиагруппы. С 1979 по 1983 год он служил инструктором Школы полётов ВВС и был членом команды.

## История
Лётным составом группы являются инструктора летной школы ВВС. Самолетом для пилотирования стал французский Fouga СМ.170 Magister, который уже находился на вооружении ВВС Израиля в качестве легкого штурмовика, а с 1960 года стал выполнять функцию учебно-тренировочного самолета.
Самолеты Fouga неоднократно модернизировались в части электроники и увеличения мощности двигателей. Первый опытный Tzukit взлетел в сентябре 1980 года, а в мае 1981 года передан в ВВС. В процессе эксплуатации самолет подвергался некоторым обновлениям.
В июне 2010 года все 52 учебных самолёта Tzukit сняли с вооружения. С тех пор группа летает на Raytheon T-6 Texan II

## Галерея

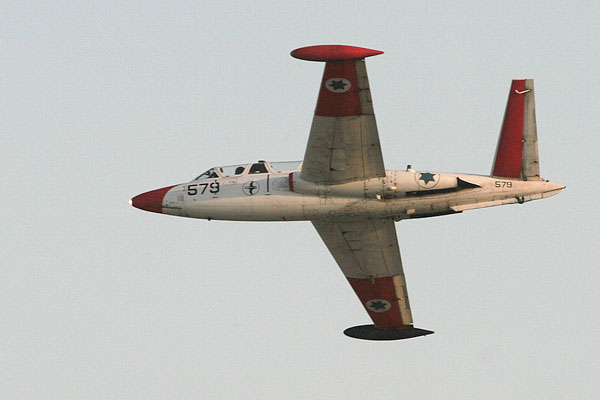
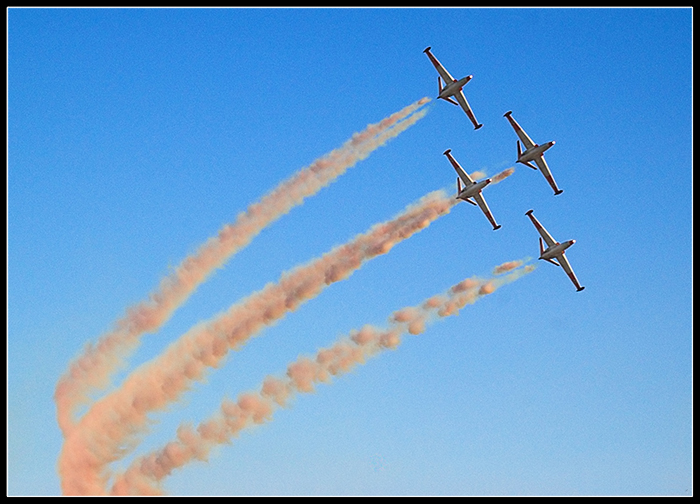
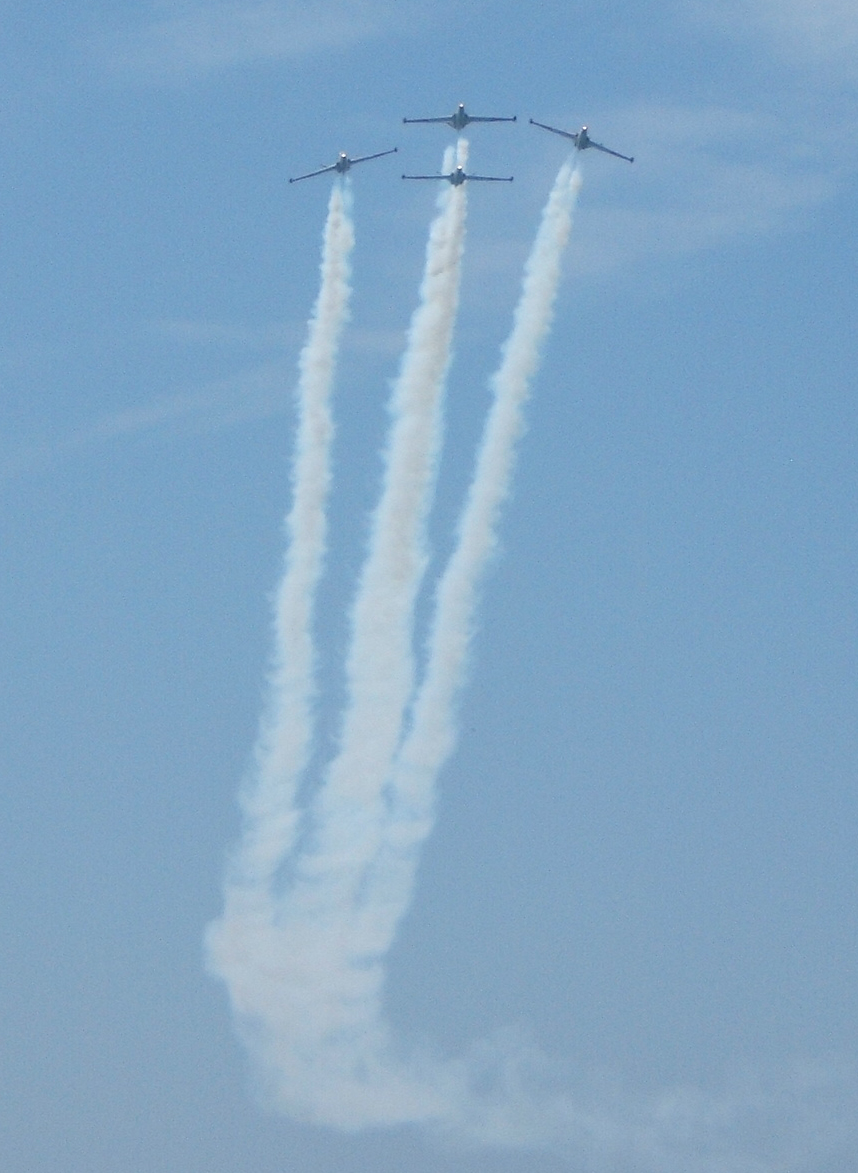
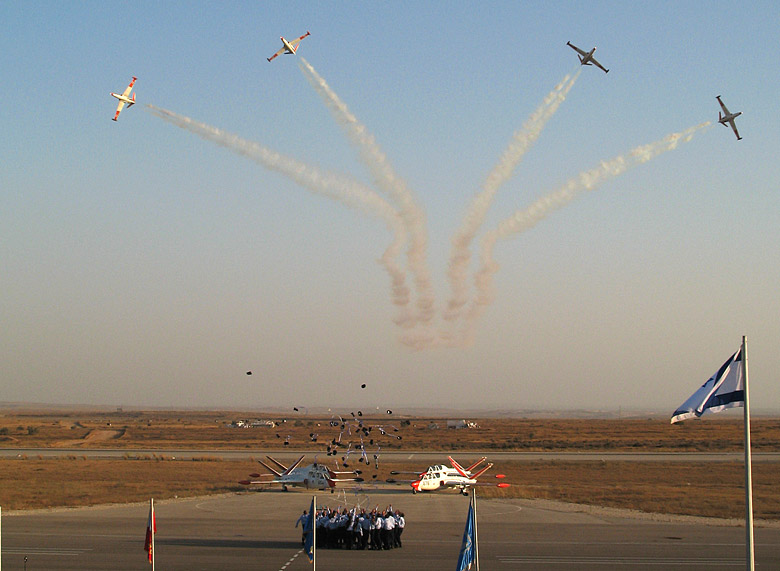
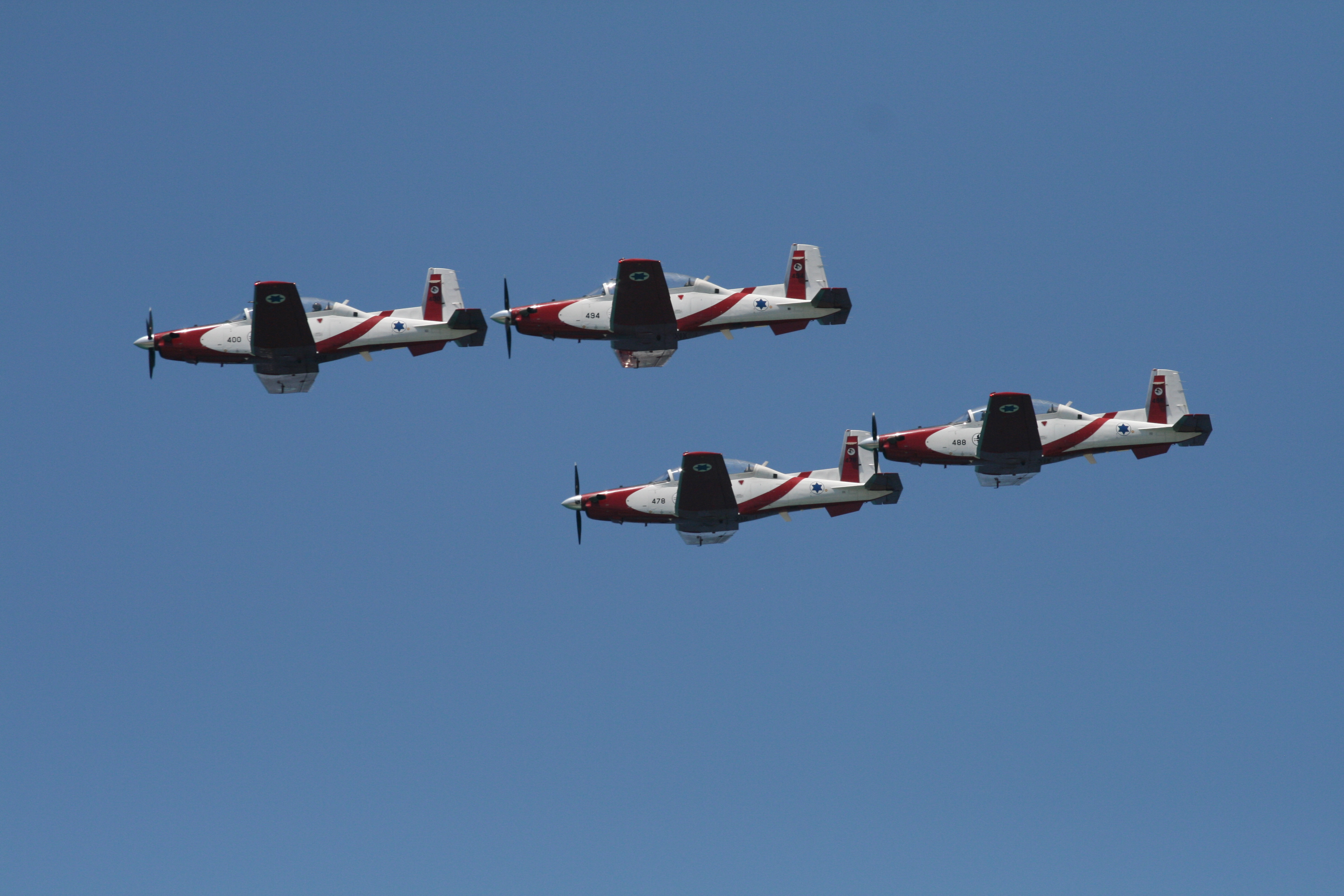
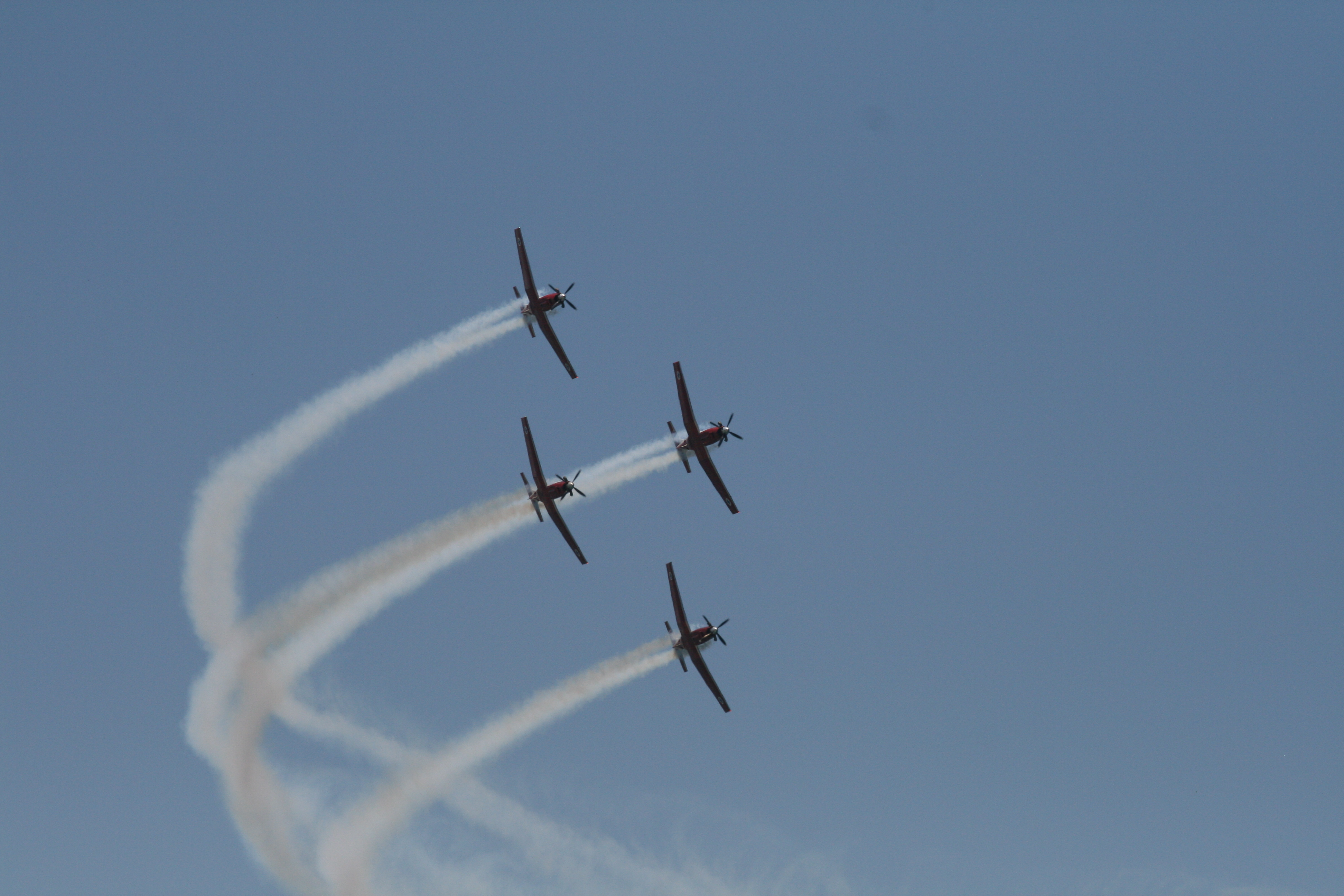